# Abu Dhabi Open 2023
Mubadala Abu Dhabi Open 2023 là một giải quần vợt nữ chuyên nghiệp thi đấu trên mặt sân cứng ngoài trời. Đây là lần thứ 2 giải đấu được tổ chức và là một phần của WTA 500 trong WTA Tour 2023. Giải đấu diễn ra tại Zayed Sports City International Tennis Centre ở Abu Dhabi, từ ngày 6 đến ngày 12 tháng 2 năm 2023. Giải đấu trở lại WTA Tour sau hai năm do giải St. Petersburg Ladies' Trophy bị hoãn vì cuộc tấn công của Nga vào Ukraina.

## Điểm và tiền thưởng

### Phân phối điểm
| Sự kiện | VĐ  | CK  | BK  | TK  | Vòng 1/16 | Vòng 1/32 | Q  | Q2 | Q1 |
| Đơn     | 470 | 305 | 185 | 100 | 55        | 1         | 25 | 13 | 1  |
| Đôi     | 470 | 305 | 185 | 100 | 1         | —         | —  | —  | —  |

### Tiền thưởng
| Sự kiện | VĐ       | CK      | BK      | TK      | Vòng 1/16 | Vòng 1/32 | Q2     | Q1     |
| Đơn     | $120,150 | $74,161 | $43,323 | $20,465 | $11,145   | $7,500    | $5,590 | $2,860 |
| Đôi*    | $40,100  | $24,300 | $13,900 | $7,200  | $5,750    | $4,350    | —      | —      |

*mỗi đội

## Nội dung đơn

### Hạt giống
| Quốc gia | Tay vợt              | Xếp hạng1 | Hạt giống |
| -------- | -------------------- | --------- | --------- |
|          | Daria Kasatkina      | 8         | 1         |
| SUI      | Belinda Bencic       | 9         | 2         |
| KAZ      | Elena Rybakina       | 10        | 3         |
|          | Veronika Kudermetova | 11        | 4         |
| LAT      | Jeļena Ostapenko     | 12        | 5         |
| BRA      | Beatriz Haddad Maia  | 14        | 6         |
| EST      | Anett Kontaveit      | 18        | 7         |
|          | Liudmila Samsonova   | 19        | 8         |

- 1 Bảng xếp hạng vào ngày 30 tháng 1 năm 2023

### Vận động viên khác
Đặc cách:
- Sorana Cîrstea
- Marta Kostyuk
- Garbiñe Muguruza

Bảo toàn thứ hạng:
- Bianca Andreescu

Vượt qua vòng loại:
- Leylah Fernandez
- Rebecca Marino
- Yulia Putintseva
- Shelby Rogers
- Elena-Gabriela Ruse
- Dayana Yastremska

### Rút lui
Trước giải đấu
- Amanda Anisimova → thay thế bởi  Zheng Qinwen
- Paula Badosa → thay thế bởi  Claire Liu
- Ons Jabeur → thay thế bởi  Karolína Plíšková
- Garbiñe Muguruza → thay thế bởi  Ysaline Bonaventure

### Bỏ cuộc
- Anett Kontaveit

## Nội dung đôi

### Hạt giống
| Quốc gia | Tay vợt                  | Quốc gia | Tay vợt           | Xếp hạng1 | Hạt giống |
| -------- | ------------------------ | -------- | ----------------- | --------- | --------- |
| USA      | Desirae Krawczyk         | MEX      | Giuliana Olmos    | 21        | 1         |
| KAZ      | Anna Danilina            | UKR      | Lyudmyla Kichenok | 34        | 2         |
| USA      | Nicole Melichar-Martinez | AUS      | Ellen Perez       | 35        | 3         |
| CHN      | Yang Zhaoxuan            |          | Vera Zvonareva    | 50        | 4         |

- Bảng xếp hạng vào ngày 30 tháng 1 năm 2023

### Vận động viên khác
Đặc cách:
- Bethanie Mattek-Sands /  Sania Mirza

### Rút lui
Trước giải đấu
- Desirae Krawczyk /  Demi Schuurs → thay thế bởi  Desirae Krawczyk /  Giuliana Olmos

Trong giải đấu
- Belinda Bencic /  Elise Mertens

## Nhà vô địch

### Đơn
- Belinda Bencic đánh bại  Liudmila Samsonova 1–6, 7–6(10–8), 6–4

### Đôi
- Luisa Stefani /  Zhang Shuai đánh bại  Shuko Aoyama /  Chan Hao-ching, 3–6, 6–2, [10–8]